# Мисс США 2002
Мисс США 2002 (англ. Miss USA 2002) — 51-й конкурс красоты Мисс США, проведён в «Genesis Convention Center», Гэри, штат Индиана 2 марта. Победительницей стала Шанти Хинтон представительница штата Округ Колумбия.
Национальный конкурс в последний раз транслировался на телеканале CBS. В 2004 году право на трансляцию получил телеканал NBC.
Победительница конкурса Шанти Хинтон стала первой афроамериканской женщиной, завоевавшая титул конкурса с момента победы Челси Смит, которая завоевала титул в 1995 году, и была первой обладательницей титула из штата Округ Колумбия, завоевавшая титул с 1964 года. Это первый случай в истории конкурса, когда четыре представительницы штатов были афроамериканками и вошли в Топ 5 конкурса красоты.

## Результаты

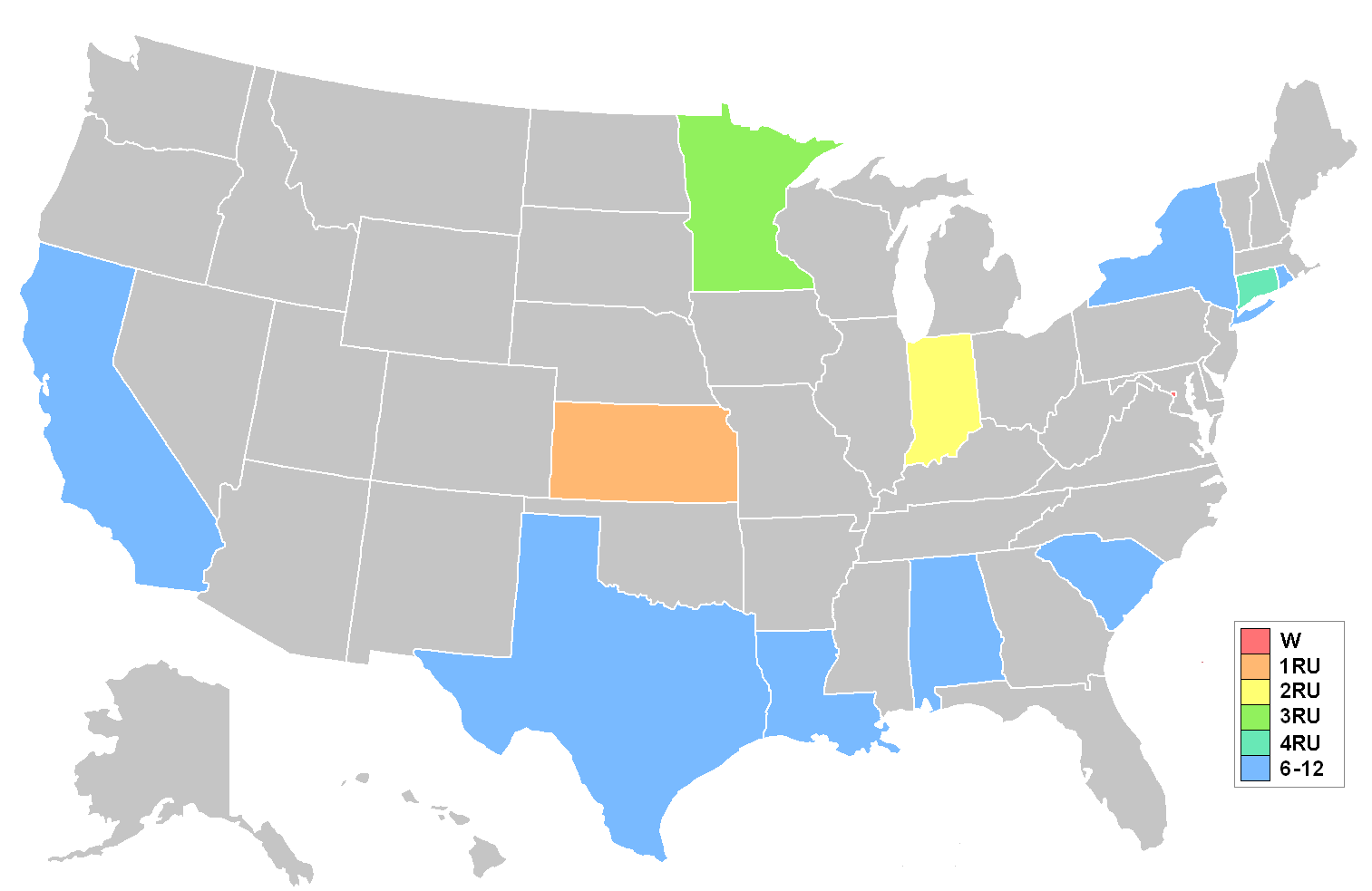
Карта США, показывающая штаты-участницы финала Мисс США 2002

| Финальный результат | Конкурсантка |
| ------------------- | --- |
| Мисс США 2002       | - Вашингтон (округ Колумбия) — Шанти Хинтон |
| 1-я Вице Мисс       | - Канзас — Линдси Дуглас |
| 2-я Вице Мисс       | - Индиана — Келли Ллойд |
| 3-я Вице Мисс       | - Миннесота — Ланоре Ван Бурен |
| 4-я Вице Мисс       | - Коннектикут — Алита Доусон |
| Топ 12              | - Южная Каролина — Эшли Уильямс - Луизиана — Анн-Катрин Лене - Техас — Каси Келли - Алабама — Тара Грей - Род-Айленд — Джанет Саттон - Калифорния — Тара Мари Питерс - Нью-Йорк — Карла Кавалли |

### Специальные награды
| Награда                 | Участницы                      |
| ----------------------- | ------------------------------ |
| Мисс Конгениальность    | - Монтана — Мередит МакКаннелл |
| Мисс Фотогеничность     | - Флорида — Шэнон Форд         |
| Лучший купальный костюм | - Миннесота — Ланоре Ван Бурен |

## Полуфинальные очки
| \| Штат \| Купальный костюм \| Вечерний костюм \| Средний балл \| \| -------------------------- \| ---------------- \| --------------- \| ------------ \| \| Миннесота \| 9.48 \| 9.45 \| 9.47 \| \| Вашингтон (округ Колумбия) \| 9.24 \| 9.53 \| 9.39 \| \| Канзас \| 9.06 \| 9.67 \| 9.37 \| \| Индиана \| 9.42 \| 9.29 \| 9.36 \| \| Коннектикут \| 9.39 \| 9.29 \| 9.34 \| \| Южная Каролина \| 9.41 \| 9.24 \| 9.33 \| \| Луизиана \| 9.27 \| 9.23 \| 9.25 \| \| Техас \| 9.12 \| 9.38 \| 9.25 \| \| Алабама \| 9.17 \| 9.15 \| 9.16 \| \| Род-Айленд \| 9.12 \| 9.13 \| 9.13 \| \| Калифорния \| 9.01 \| 9.17 \| 9.09 \| \| Нью-Йорк \| 8.96 \| 8.94 \| 8.95 \| | Победительница Первая Вице Мисс Вторая Вице Мисс Третья Вице Мисс Четвёртая Вице Мисс |                 |              |
| Штат | Купальный костюм                                                                      | Вечерний костюм | Средний балл |
| Миннесота | 9.48                                                                                  | 9.45            | 9.47         |
| Вашингтон (округ Колумбия) | 9.24                                                                                  | 9.53            | 9.39         |
| Канзас | 9.06                                                                                  | 9.67            | 9.37         |
| Индиана | 9.42                                                                                  | 9.29            | 9.36         |
| Коннектикут | 9.39                                                                                  | 9.29            | 9.34         |
| Южная Каролина | 9.41                                                                                  | 9.24            | 9.33         |
| Луизиана | 9.27                                                                                  | 9.23            | 9.25         |
| Техас | 9.12                                                                                  | 9.38            | 9.25         |
| Алабама | 9.17                                                                                  | 9.15            | 9.16         |
| Род-Айленд | 9.12                                                                                  | 9.13            | 9.13         |
| Калифорния | 9.01                                                                                  | 9.17            | 9.09         |
| Нью-Йорк | 8.96                                                                                  | 8.94            | 8.95         |

## Штаты-участницы
| - Алабама – Тара Грей - Аляска – Кристина Олейничак - Аризона – Дженнифер Ленц - Арканзас – Эмбер Боутмэн - Калифорния – Тара Мари Питерс - Колорадо – Кили Гастон - Коннектикут – Алита Доусон - Делавэр – Дебора Энн Хоффман - Вашингтон (округ Колумбия) – Шанти Хинтон - Флорида – Шеннон Форд - Джорджия – Хизер Хоган - Гавайи – Джульет Лайтер - Айдахо – Хилари Болл - Иллинойс – Аманда Рейнольдс - Индиана – Келли Ллойд - Айова – Лорен Уилсон - Канзас – Линдси Дуглас - Кентукки – Элизабет Арнольд - Луизиана – Анн-Катрин Лене - Мэн – Су-Ин Люн - Мэриленд – Мисти Адамс - Массачусетс – Латойя Фостер - Мичиган – Ребекка Линн Декер - Миннесота – Ланоре Ван Бурен - Миссисипи – Хизер Сориано - Миссури – Мелана Скантлин | - Монтана – Мередит МакКэннел - Небраска – Стейси Скидмор - Невада – Дженни Вальдес - Нью-Гэмпшир – Одра Пакетт - Нью-Джерси – Робин Уильямс - Нью-Мексико – Эллин Колайер - Нью-Йорк – Карла Кавалли - Северная Каролина – Элисон Инглиш - Северная Дакота – Эми Элкинс - Огайо – Кимберли Маллен - Оклахома – Кэзи Хед - Орегон – Кристи Валковски - Пенсильвания – Николь Бигхэм - Род-Айленд – Джанет Саттон - Южная Каролина – Эшли Уильямс - Южная Дакота – Ситания Сыроватка - Теннесси – Эллисон Олдерсон - Техас – Каси Келли - Юта – Эбби Смит - Вермонт – Брук Ангус - Виргиния – Джули Лэппли - Вашингтон – Карли Шортен - Западная Виргиния – Анджела Давенпорт - Висконсин – Кортни Оуэн - Вайоминг – Джинни Крофтс |

## Спор по поводу купальников
Дискуссия по поводу выбора купальников разгорелось после того, как шесть участниц выбрали цельные красного цвета, остальные раздельные. Газета «New York Post» сообщила, что участнице из штата Калифорния — Тара Мари Питерс, один из членов жюри снизил балл из-за того, что она вышла в цельном купальнике, что не позволило попасть в Топ 5. Участница стала одной из двенадцати девушек, которые выбрали слитный вариант.

## Участие в других конкурсах
Участницы «Юная мисс США»:
- Келли Ллойд (Индиана) — Юная мисс Индиана 1993 (1-я Вице мисс «Юная мисс США 1993»)
- Николь Бигхэм (Пенсильвания) — Юная мисс Пенсильвания 1994
- Эллисон Олдерсон (Теннесси) — Юная мисс Теннесси 1994 (Топ 6 «Юная мисс США 1994»)
- Мелана Скантлин[англ.] (Миссури) — Юная мисс Миссури 1995 (Топ 12 «Юная мисс США 1995»)
- Тара Грей (Алабама) — Юная мисс Алабама 1997
- Алита Доусон (Коннектикут) — Юная мисс Коннектикут 1997
- Элизабет Арнольд (Кентукки) — Юная мисс Кентукки 1998
- Кристина Олейничак (Аляска) — Юная мисс Аляска 2000

Участницы «Мисс Америка»:
- Кили Гастон (Колорадо) — Мисс Колорадо 1998
- Хизер Сориано (Миссисипи) — Мисс Миссисипи 1999
- Келли Ллойд (Индиана) — Мисс Индиана 1999 (Альберт А. Маркс мл. Премия за интервью)
- Эллисон Олдерсон (Теннесси) — Мисс Теннесси 1999
- Одра Пакетт (Нью-Гэмпшир) — Мисс Нью-Гэмпшир 2005

Участницы, которые позже участвуют в другом конкурсе красоты,:
- Брук Элизабет Ангус (Вермонт) — Участница США в международном конкурсе «Мисс мира 2006».

## Судьи
- Том Брэди
- Джойс Бразерс[англ.]
- Уилла Форд
- Ким Пауэрс
- Никки Зиринг